# Fayette (voornaam)
Fayette is een zeldzaam voorkomende meisjesnaam. Volgens het Meertens Instituut hadden in 2006 in Nederland 26 vrouwen deze voornaam (en 15 vrouwen hadden deze naam als tweede voornaam). Van oorsprong is het een Franse naam.
Behalve een voornaam is Fayette (en verwante namen als La Fayette en LaFayette) een veelvoorkomende naam voor steden en county's in de Verenigde Staten van Amerika.